# Phyllachora smilacicola
Phyllachora smilacicola är en svampart som beskrevs av Chardón 1926. Phyllachora smilacicola ingår i släktet Phyllachora och familjen Phyllachoraceae.   Inga underarter finns listade i Catalogue of Life.